# Saint-Dizier-en-Diois
Saint-Dizier-en-Diois è un comune francese di 34 abitanti situato nel dipartimento della Drôme della regione dell'Alvernia-Rodano-Alpi.

## Società

### Evoluzione demografica
Abitanti censiti